# Iván Borghello
Iván Emiliano Borghello (Paraná, Entre Ríos, Argentina, 21 de enero de 1983) es un exfutbolista argentino. Jugaba como delantero y su último equipo fue el Adelaide United de Australia.

## Trayectoria
Abandonó la capital entrerriana con apenas 14 años, dejó el club de su barrio, Los Toritos de Chiclana, y se instaló en Rosario para jugar en las inferiores de Newell’s. 
Surgió en la cantera del Club Atlético Newell's Old Boys y tres años después fue uno de los goleadores del equipo rosarino que salió campeón del Torneo Apertura 2004. En el año 2006 emigró hacia el fútbol mexicano y jugó en Santos Laguna sin demasiada trascendencia.
En 2007 regresó a su país para jugar en Talleres de Córdoba, de la Segunda División de Argentina, donde salió goleador de su equipo en el Campeonato de Primera B Nacional 2007-08. Es recordado también por anotar el famoso gol del silencio en un clásico como visitante ante Belgrano.
Luego jugó en primera fichado por el recién ascendido Godoy Cruz.
Siguió su carrera por el exterior en el club ecuatoriano Deportivo Quito donde fue campeón y goleador; para luego retornar hacia Rosario al club que lo vio nacer como profesional, Newells.
Posteriormente se vincula al  Barcelona SC de Ecuador donde también es figura. Y retorna al país en 2012 donde ficha para el Club Atlético All Boys, luego en el Club Atlético Gimnasia y Esgrima de la Plata, Huracán de Argentina y actualmente en el insigne Club Bolívar. Donde hinchas del club boliviano insistieron su salida por ser un pésimo delantero.  

### Comienzos
Nació en Paraná, Entre Ríos. Después viajó a Rosario, Santa Fe, para probarse en Newell's Old Boys, donde hizo las inferiores. Debutó en el año 2001 de la mano de Bambino Veira, pero una lamentable lesión no le permitió afianzarse en el inicio de su carrera.

### Consagración en Newell's
Ya recuperado, llegó a su mejor momento en la campaña en la que Newell's  obtuvo el torneo Apertura 2004 bajo la conducción de Tolo Gallego. En esa campaña, le ganó el puesto al astro brasileño Mário Jardel, jugó muchos partidos como titular y convirtió goles claves. Se recuerdan especialmente uno a San Lorenzo de Almagro, que permitió ganar un partido definitorio, y los dos tantos convertidos en la mítica Bombonera.

### Breve experiencia en el exterior y regreso
En los torneos siguientes su rendimiento decayó y, tras no ser muy tenido en cuenta, emigró a México para jugar en Santos Laguna, donde tuvo un paso sin trascendencia. Pretendido en el 2005 por el club Génova F.C. de Italia y por el Beira Mar de Portugal. En 2007 llegó a Talleres de Córdoba, de la segunda división del fútbol argentino, donde fue figura y titular del equipo. Borghello fue el goleador de Talleres en esa campaña con 14 goles. El buen rendimiento le permite a mediados de 2008 volver a primera división a jugar en Godoy Cruz, recientemente ascendido. Vuelve a jugar en el exterior en Ecuador, en el Deportivo Quito y en el Barcelona respectivamente. Y retorna al país en 2012 hasta la actualidad.

### El ansiado bicampeonato en Ecuador
En el 2009 realiza una exitosa campaña en el fútbol ecuatoriano con el Deportivo Quito, campeón del año 2008 y que buscaba su cuarta estrella. Borghello, junto a Marcos Pirchio y Franco Niell, llegan al equipo para reemplazar a los extranjeros que se mantenían desde el año anterior Martín Mandra, Léider Preciado y Martín Andrizzi. Cumple una exitosa segunda etapa (desde mediados del 2009), siendo el goleador de su club con 11 goles y considerado uno de los mejores jugadores extranjeros del año. El Memo también tiene una estrecha relación con los hinchas del Deportivo Quito y es recordado sobre todo por el clásico contra Liga Deportiva Universitaria en el mes de septiembre, donde ganaron por 3 tantos a 0 con dos verdaderos golazos que llevaron su firma. Ya en la liguilla final el Memo ya era el temor de todo arco contrario y aportó considerablemente para que el bicampeonato se concretase.

### Retorno a Ecuador al Barcelona Sporting Club
Luego de su paso por Newell's recibe una oferta del Barcelona pedido por el hasta entonces técnico Rubén Darío Insúa, donde el memo en la primera etapa hizo una irregular campaña marcando solo 2 goles. Es entonces que desde la llegada Luis Zubeldía al banquillo del Barcelona Iván Borghello logra marcar 9 tantos convirtiéndose en goleador y figuras del Equipo, ratificándolo así para la Temporada 2012.

### Retorno a Argentina
A mediados de 2012 retorna a Argentina para jugar en All Boys, marcó su primer gol ante Godoy Cruz, en la primera fecha del fútbol argentino.

### Gimnasia LP
En julio de 2013 se incorpora a Gimnasia y Esgrima La Plata, equipo que milita en la Primera División del Fútbol Argentino, dirigido por Pedro Troglio.

### Club Bolívar
El 8 de enero de 2016, mediante la cuenta de Twitter de Marcelo Claure dueño de BAISA SRL. y presidente del Club Bolívar hace oficial su fichaje para el club del fútbol boliviano.

## Estadísticas

### Clubes
| Club                                                             | Temporada           | Liga | Liga | Copas Nacionales * | Copas Nacionales * | Copas Internacionales ** | Copas Internacionales ** | Total | Total |
| Club                                                             | Temporada           | PJ   | G    | PJ                 | G                  | PJ                       | G                        | PJ    | G     |
| ---------------------------------------------------------------- | ------------------- | ---- | ---- | ------------------ | ------------------ | ------------------------ | ------------------------ | ----- | ----- |
| Newell's Old Boys Argentina                                      | 2001-02             | 1    | 0    | –                  | –                  | –                        | –                        | 1     | 0     |
| Newell's Old Boys Argentina                                      | 2002-03             | 0    | 0    | –                  | –                  | –                        | –                        | 0     | 0     |
| Newell's Old Boys Argentina                                      | 2003-04             | 2    | 0    | –                  | –                  | –                        | –                        | 2     | 0     |
| Newell's Old Boys Argentina                                      | 2004-05             | 27   | 6    | –                  | –                  | –                        | –                        | 27    | 6     |
| Newell's Old Boys Argentina                                      | 2005-06             | 13   | 0    | –                  | –                  | 1                        | 0                        | 14    | 0     |
| Newell's Old Boys Argentina                                      | Total               | 43   | 6    | 0                  | 0                  | 1                        | 0                        | 44    | 6     |
| Santos Laguna 'B' · México                                       | 2006-07             | 23   | 7    | –                  | –                  | -                        | -                        | 23    | 7     |
| Santos Laguna 'B' · México                                       | Total               | 23   | 7    | 0                  | 0                  | 0                        | 0                        | 23    | 7     |
| Talleres (C) Argentina                                           | 2007-08             | 38   | 14   | –                  | –                  | -                        | -                        | 38    | 14    |
| Talleres (C) Argentina                                           | Total               | 38   | 14   | 0                  | 0                  | 0                        | 0                        | 38    | 14    |
| Godoy Cruz Argentina                                             | 2008-09             | 36   | 8    | –                  | –                  | -                        | -                        | 36    | 8     |
| Godoy Cruz Argentina                                             | Total               | 36   | 8    | 0                  | 0                  | 0                        | 0                        | 36    | 8     |
| Deportivo Quito · Ecuador                                        | 2009-10             | 27   | 15   | –                  | –                  | -                        | -                        | 27    | 15    |
| Deportivo Quito · Ecuador                                        | Total               | 27   | 15   | 0                  | 0                  | 0                        | 0                        | 27    | 15    |
| Newell's Old Boys Argentina                                      | 2010-11             | 6    | 0    | –                  | –                  | 6                        | 1                        | 12    | 1     |
| Newell's Old Boys Argentina                                      | Total               | 6    | 0    | 0                  | 0                  | 6                        | 1                        | 12    | 1     |
| Barcelona · Ecuador                                              | 2011-12             | 34   | 10   | –                  | –                  | -                        | -                        | 34    | 10    |
| Barcelona · Ecuador                                              | Total               | 34   | 10   | 0                  | 0                  | 0                        | 0                        | 34    | 10    |
| All Boys Argentina                                               | 2012-13             | 35   | 9    | 3                  | 1                  | -                        | -                        | 38    | 10    |
| All Boys Argentina                                               | Total               | 35   | 9    | 3                  | 1                  | 0                        | 0                        | 38    | 10    |
| Gimnasia y Esgrima La Plata Argentina                            | 2013-14             | 18   | 0    | 0                  | 0                  | -                        | -                        | 18    | 0     |
| Gimnasia y Esgrima La Plata Argentina                            | Total               | 18   | 0    | 0                  | 0                  | 0                        | 0                        | 18    | 0     |
| Huracán Argentina                                                | 2014-15             | 7    | 0    | 1                  | 0                  | -                        | -                        | 8     | 0     |
| Huracán Argentina                                                | 2015                | 11   | 1    | –                  | –                  | –                        | –                        | 11    | 1     |
| Huracán Argentina                                                | Total               | 18   | 1    | 1                  | 0                  | 0                        | 0                        | 19    | 1     |
| Bolívar · Bolivia                                                | 2016                | 10   | 1    | 0                  | 0                  | -                        | -                        | 10    | 1     |
| Bolívar · Bolivia                                                | Total               | 10   | 1    | 0                  | 0                  | 0                        | 0                        | 10    | 1     |
| Atlético Paraná Argentina                                        | 2016-17             | 19   | 2    | 0                  | 0                  | -                        | -                        | 19    | 2     |
| Atlético Paraná Argentina                                        | Total               | 19   | 2    | 0                  | 0                  | 0                        | 0                        | 19    | 2     |
| Total en su carrera                                              | Total en su carrera | 307  | 73   | 4                  | 1                  | 7                        | 1                        | 318   | 75    |
| (1)Las copas internacionales incluyen la Copa Libertadores 2006. |                     |      |      |                    |                    |                          |                          |       |       |

## Palmarés

### Campeonatos nacionales
| Título              | Equipo                  | País      | Año  |
| ------------------- | ----------------------- | --------- | ---- |
| Primera División    | Newell's Old Boys       | Argentina | 2004 |
| Campeonato Nacional | Deportivo Quito         | Ecuador   | 2009 |
| Campeonato Nacional | Barcelona Sporting Club | Ecuador   | 2012 |
| Copa Argentina      | Huracán                 | Argentina | 2014 |
| Supercopa Argentina | Huracán                 | Argentina | 2014 |